# Donja Bijela
Donja Bijela (cyr. Доња Бијела) – wieś w Czarnogórze, w gminie Šavnik. W 2011 roku liczyła 53 mieszkańców.